# Wiktor Leszkowicz

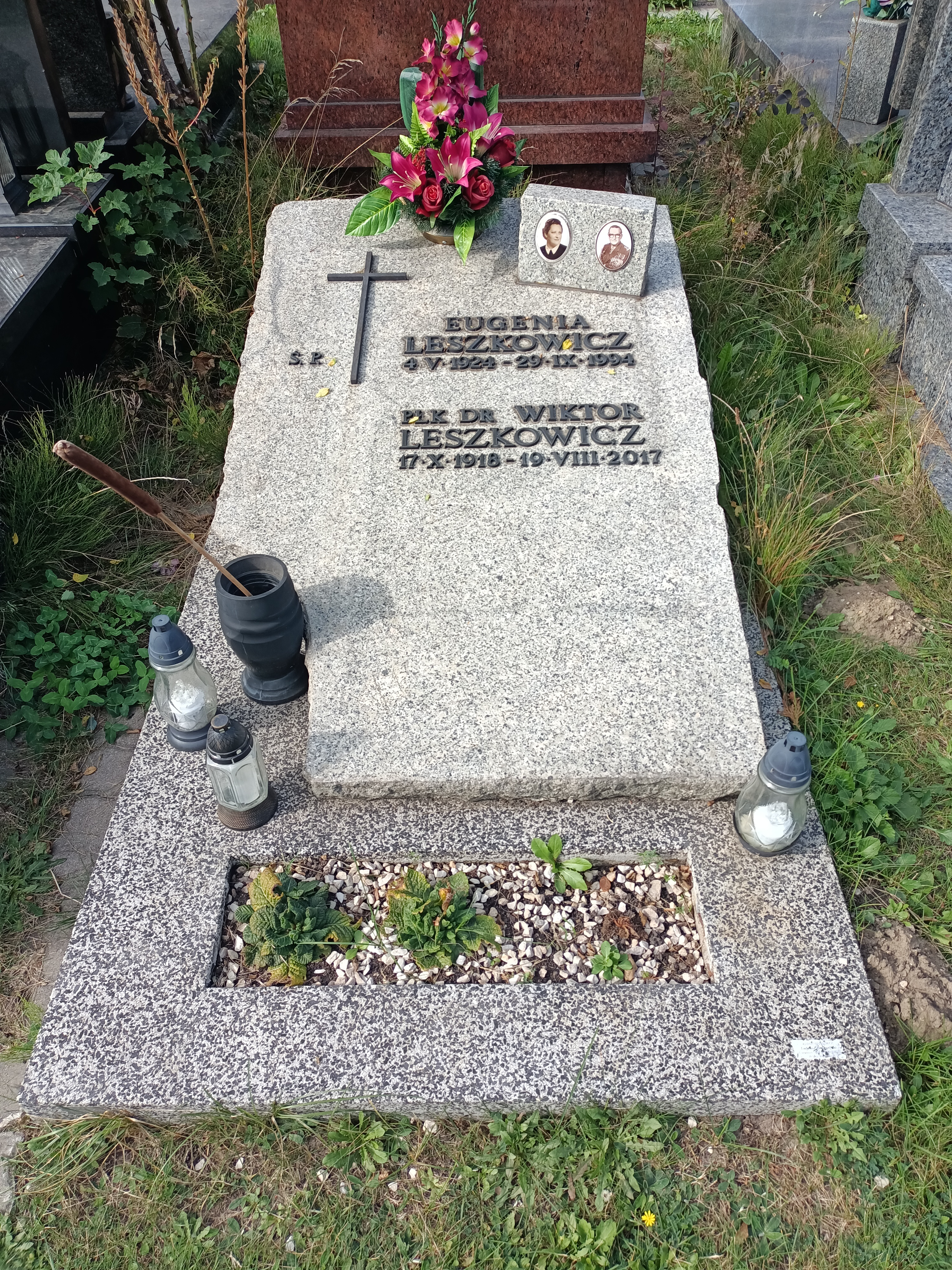
Grób Wiktora Leszkowicza na Cmentarzu Komunalnym Północnym w Warszawie

Wiktor Leszkowicz (ur. 17 października 1918 w Żyżniewie niedaleko Nowej Wilejki, zm. 19 sierpnia 2017 w Warszawie) – żołnierz Armii Czerwonej i Ludowego Wojska Polskiego, uczestnik II wojny światowej, oficer aparatu bezpieczeństwa PRL.

## Życiorys
W latach 1935–1937 pracował jako robotnik rolny w majątku Karolin należącym do Karola Niezabytowskiego. Od maja 1937 do października 1939 przebywał na Łotwie, gdzie pracował w gospodarstwie rolnym w miejscowości Żalmerze (Landona).
Od kwietnia 1940 do maja 1943 był w Armii Czerwonej. Od kwietnia 1940 do 22 czerwca 1941 był elewem szkoły podoficerskiej 112 pułku piechoty w Połtawie. Następnie od 22 czerwca 1941 do października 1941 brał udział w walkach w 112 pułku piechoty 132 Dywizji Piechoty. Od października 1941 do listopada 1942 służył w 772 OSB (gdzie był dowódcą sformowanego plutonu do specjalnych zleceń), a od 3 listopada do marca 1943 w 97 Zmechanizowanej Brygadzie 64 Armii. Brał udział w walkach pod Charkowem i bitwie o Stalingrad. Od maja 1943 w Wojsku Polskim. Uczestniczył w bitwie pod Lenino i o Warszawę.
W okresie od kwietnia 1944 do sierpnia 1944 kursant Specjalnej Szkoły Politycznej NKWD w Kujbyszewie (Kujbyszewiacy). Uchwałą Prezydium KRN z 17 września 1946 odznaczony Krzyżem Kawalerskim Orderu Odrodzenia Polski; otrzymał także Srebrny Krzyż Zasługi. Wicedyrektor Departamentu Śledczego MBP od 15 listopada 1951 do 8 kwietnia 1954, naczelnik Wydziału III Departamentu Śledczego MBP. Po przeprowadzonej w sierpniu 1953 r. przez prokuratora Naczelnej Prokuratury Wojskowej kontroli w więzieniu I w Warszawie ukarany naganą i wstrzymaniem awansu wojskowego na okres roku za dopuszczenie do znęcania się nad jednym z więźniów śledczych. 30 czerwca 1955 zwolniony ze służby w związku z przejściem do innej pracy. Skierowany przez KC PZPR na zastępcę dyrektora ds. administracyjno-finansowych w Centralnym Biurze Konstrukcyjnym w Telekomunikacji w Warszawie.
Członek PPR i PZPR. Studia wyższe ukończył w 1967 roku.
W 2007 Wiktor Leszkowicz został oskarżony o bezprawne pozbawienie wolności w czasie stalinowskim Józefa Stemlera, członka władz Polski Podziemnej. Za czyn ten grozi kara pozbawienia wolności do lat 10. W pierwszym wyroku w tej sprawie Wojskowy Sąd Garnizonowy w Warszawie uniewinnił W. Leszkowicza od stawianego mu zarzutu, wyrok ten jednak został uchylony przez sąd drugiej instancji. Następnie sprawę przekazano do rozpoznania w pierwszej instancji przez Wojskowy Sąd Okręgowy w Warszawie. Sąd ten, w wyroku z 9 marca 2012 r., uznał Wiktora Leszkowicza za winnego przekroczenia uprawnień oraz niedopełnienia obowiązków, a nadto pomocnictwa do przestępnego pozbawienia wolności Józefa Stemlera. Kary oskarżonemu nie wymierzono. Stosując ustawę o amnestii z 7 grudnia 1989 r., sąd umorzył postępowanie. Wyrok ten jednak także został uchylony przez sąd wyższej instancji, a sprawa wróciła do Wojskowego Sądu Okręgowego w Warszawie do ponownego rozpoznania. Proces przeciągał się. Przeszkodą w jego sprawnym przebiegu był zły stan zdrowia oskarżonego.
8 lutego 2013 r. Oddziałowa Komisja Ścigania Zbrodni przeciwko Narodowi Polskiemu w Warszawie złożyła do Sądu Warszawa – Śródmieście kolejny akt oskarżenia przeciwko Leszkowiczowi. Prokurator IPN oskarżył go o przestępstwa wobec wielu niesłusznie aresztowanych Polaków.
Został pochowany na warszawskim cmentarzu Północnym.